# Liste des champions du monde poids légers de boxe anglaise
La liste des champions du monde poids légers de boxe regroupe les champions du monde de boxe anglaise de la catégorie des poids légers reconnues par les organisations suivantes :
- la WBA[2] (World Boxing Association), fondée en 1921 et succédant à la NBA (National Boxing Association) en 1962 ;
- la WBC[3] (World Boxing Council), fondée en 1963 ;
- l'IBF[4] (International Boxing Federation), fondée en 1983 ;
- la WBO[5] (World Boxing Organization), fondée en 1988.

Avant 1921, les champions du monde étaient reconnus en tant que tel par le public sans qu’il n’y ait d’organisme particulier pour gérer l’attribution de ce titre.
Mise à jour : 7 juin 2025
| Gain du titre | Perte du titre    | Champion              | Champion                   | Reconnaissance      | Défenses |
| --- | ----------------- | --------------------- | -------------------------- | ------------------- | -------- |
| 29 octobre 1886 | 9 juin 1893       | Jack McAuliffe        | Irlande                    | Unanime             | 8        |
| Après le retrait de McAuliffe, le titre reste vacant jusqu’à la victoire en 1896 de George "Kid" Lavigne par ko au 17e round face à Dick Burge. Avec cette victoire, la première en appliquant les règles du Marquis de Queensberry, Lavigne est reconnu par les spécialistes de l’époque comme le 1er champion du monde poids légers. |                   |                       |                            |                     |          |
| 1er juin 1896 | 3 juillet 1899    | Kid Lavigne           | États-Unis                 | Unanime             | 5        |
| 3 juillet 1899 | 12 mai 1902       | Frank Erne            | Suisse                     | Unanime             | 3        |
| 12 mai 1902 | 4 juillet 1908    | Joe Gans              | États-Unis                 | Unanime             | 14       |
| 4 juillet 1908 | 22 février 1910   | Battling Nelson       | Danemark                   | Unanime             | 4        |
| 22 février 1910 | 28 novembre 1912  | Ad Wolgast            | États-Unis                 | Unanime             | 6        |
| 28 novembre 1912 | 7 juillet 1914    | Willie Ritchie        | États-Unis                 | Unanime             | 3        |
| 7 juillet 1914 | 28 mai 1917       | Freddie Welsh         | Royaume-Uni                | Unanime             | 11       |
| 28 mai 1917 | 15 janvier 1925   | Benny Leonard         | États-Unis                 | Unanime             | 10       |
| Leonard abandonne la défense de son titre en annonçant sa retraite le 15 janvier 1925. Il remontera sur un ring 6 ans plus tard remportant 19 succès d’affilée avant d’être battu le 7 novembre 1932 pour ce qui sera son dernier combat.                                                                                              |                   |                       |                            |                     |          |
| 13 juillet 1925 | 7 décembre 1925   | Jimmy Goodrich        | États-Unis                 | Unanime             | 0        |
| 7 décembre 1925 | 3 juillet 1926    | Rocky Kansas          | États-Unis                 | Unanime             | 0        |
| 3 juillet 1926 | 17 juillet 1930   | Sammy Mandell         | États-Unis                 | Unanime             | 5        |
| 17 juillet 1930 | 14 novembre 1930  | Al Singer             | États-Unis                 | Unanime             | 0        |
| 14 novembre 1930 | 23 juin 1933      | Tony Canzoneri        | États-Unis                 | Unanime             | 4        |
| 23 juin 1933 | Avril 1935        | Barney Ross           | États-Unis                 | Unanime             | 1        |
| Ross abandonne sa ceinture en avril 1935 préférant combattre pour le titre en super-légers. |                   |                       |                            |                     |          |
| 10 mai 1935 | 3 septembre 1936  | Tony Canzoneri        | États-Unis                 | Unanime             | 1        |
| 3 septembre 1936 | 17 juillet 1938   | Lou Ambers            | États-Unis                 | Unanime             | 2        |
| 17 août 1938 | 22 août 1939      | Henry Armstrong       | États-Unis                 | Unanime             | 1        |
| 22 août 1939 | 10 mai 1940       | Lou Ambers            | États-Unis                 | Unanime             | 0        |
| 10 mai 1940 | 19 décembre 1941  | Lew Jenkins           | États-Unis                 | Unanime             | 1        |
| 19 décembre 1941 | 13 novembre 1942  | Sammy Angott          | États-Unis                 | Unanime             | 1        |
| Angott, blessé à la main, laisse son titre vacant en novembre 1942. Il remontera sur un ring à peine 4 mois plus tard et redeviendra champion NBA des légers. |                   |                       |                            |                     |          |
| 18 décembre 1942 | 21 mai 1943       | Beau Jack             | États-Unis                 | New York (NYSAC)    | 0        |
| 21 mai 1943 | 19 novembre 1943  | Bob Montgomery        | États-Unis                 | New York (NYSAC)    | 0        |
| 27 octobre 1943 | 8 mars 1944       | Sammy Angott          | États-Unis                 | NBA                 | 0        |
| 19 novembre 1943 | 3 mars 1944       | Beau Jack             | États-Unis                 | New York (NYSAC)    | 0        |
| 3 mars 1944 | 4 août 1947       | Bob Montgomery        | États-Unis                 | New York (NYSAC)    | 2        |
| 8 mars 1944 | 18 avril 1945     | Juan Zurita           | Mexique                    | NBA                 | 0        |
| 18 avril 1945 | 4 août 1947       | Ike Williams          | États-Unis                 | NBA                 | 3        |
| 4 août 1947 | 25 mai 1951       | Ike Williams          | États-Unis                 | Unanime             | 5        |
| 25 mai 1951 | 1er avril 1952    | Jimmy Carter          | États-Unis                 | Unanime             | 2        |
| 1er avril 1952 | 15 octobre 1952   | Lauro Salas           | Mexique                    | Unanime             | 0        |
| 15 octobre 1952 | 5 mars 1954       | Jimmy Carter          | États-Unis                 | Unanime             | 3        |
| 5 mars 1954 | 17 novembre 1954  | Paddy DeMarco         | États-Unis                 | Unanime             | 0        |
| 17 novembre 1954 | 29 juin 1955      | Jimmy Carter          | États-Unis                 | Unanime             | 0        |
| 29 juin 1955 | 24 août 1956      | Wallace Bud Smith     | États-Unis                 | Unanime             | 1        |
| 24 août 1956 | 21 avril 1962     | Joe Brown             | États-Unis                 | Unanime             | 11       |
| 21 avril 1962 | 10 avril 1965     | Carlos Ortiz          | Porto Rico                 | Unanime (WBA & WBC) | 4        |
| 10 avril 1965 | 13 novembre 1965  | Ismael Laguna         | Panama                     | Unanime (WBA & WBC) | 0        |
| 13 novembre 1965 | 29 juin 1968      | Carlos Ortiz          | Porto Rico                 | Unanime (WBA & WBC) | 5        |
| 29 juin 1968 | 18 février 1969   | Carlos Teo Cruz       | République dominicaine     | Unanime (WBA & WBC) | 1        |
| 18 février 1969 | 3 mars 1970       | Mando Ramos           | États-Unis                 | Unanime (WBA & WBC) | 1        |
| 3 mars 1970 | 26 septembre 1970 | Ismael Laguna         | Panama                     | Unanime (WBA & WBC) | 1        |
| 26 septembre 1970 | 26 juin 1972      | Ken Buchanan          | Royaume-Uni                | WBA                 | 2        |
| 12 février 1971 | 25 juin 1971      | Ken Buchanan          | Royaume-Uni                | Unanime (WBA & WBC) | 0        |
| 5 novembre 1971 | 18 février 1972   | Pedro Carrasco        | Espagne                    | WBC                 | 0        |
| 18 février 1972 | 15 septembre 1972 | Mando Ramos           | États-Unis                 | WBC                 | 1        |
| 26 juin 1972 | 21 janvier 1978   | Roberto Duran         | Panama                     | WBA                 | 12       |
| 15 septembre 1972 | 10 novembre 1972  | Chango Carmona        | Mexique                    | WBC                 | 0        |
| 10 novembre 1972 | 11 avril 1974     | Rodolfo Gonzalez      | Mexique                    | WBC                 | 2        |
| 11 avril 1974 | 8 mai 1976        | Guts Ishimatsu        | Japon                      | WBC                 | 5        |
| 8 mai 1976 | 21 janvier 1978   | Esteban De Jesus      | Porto Rico                 | WBC                 | 3        |
| 21 janvier 1978 | Janvier 1979      | Roberto Duran         | Panama                     | Unanime (WBA & WBC) | 0        |
| Duran abandonne ses ceintures WBA & WBC en janvier 1979 pour combattre en welters. |                   |                       |                            |                     |          |
| 14 février 1979 | 20 juin 1981      | Jim Watt              | Royaume-Uni                | WBC                 | 4        |
| 16 juin 1979 | 2 mars 1980       | Ernesto Espana        | Venezuela                  | WBA                 | 1        |
| 2 mars 1980 | 12 avril 1981     | Hilmer Kenty          | États-Unis                 | WBA                 | 3        |
| 20 juin 1981 | 1983              | Alexis Arguello       | Nicaragua                  | WBC                 | 4        |
| Arguello laisse son titre WBC vacant. |                   |                       |                            |                     |          |
| 12 avril 1981 | Août 1981         | Sean O'Grady          | États-Unis                 | WBA                 | 0        |
| O'Grady est destitué par la WBA pour ne pas avoir affronté Claude Noel, son challengeur officiel. |                   |                       |                            |                     |          |
| 12 septembre 1981 | 5 décembre 1981   | Claude Noel           | Trinité-et-Tobago          | WBA                 | 0        |
| 5 décembre 1981 | 8 mai 1982        | Arturo Frias          | États-Unis                 | WBA                 | 1        |
| 8 mai 1982 | 1er juin 1984     | Ray Mancini           | États-Unis                 | WBA                 | 4        |
| 1er mai 1983 | 3 novembre 1984   | Edwin Rosario         | Porto Rico                 | WBC                 | 2        |
| 30 janvier 1984 | 15 avril 1984     | Charlie Brown         | États-Unis                 | IBF                 | 0        |
| 15 avril 1984 | 6 avril 1985      | Harry Arroyo          | États-Unis                 | IBF                 | 2        |
| 1er juin 1984 | 26 septembre 1986 | Livingstone Bramble   | Saint-Christophe-et-Niévès | WBA                 | 2        |
| 3 novembre 1984 | 10 août 1985      | José Luis Ramírez     | Mexique                    | WBC                 | 0        |
| 6 avril 1985 | 5 décembre 1986   | Jimmy Paul            | États-Unis                 | IBF                 | 3        |
| 10 août 1985 | Mai 1987          | Héctor Camacho        | Porto Rico                 | WBC                 | 2        |
| 26 septembre 1986 | 21 novembre 1987  | Edwin Rosario         | Porto Rico                 | WBA                 | 1        |
| 5 décembre 1986 | 7 juin 1987       | Greg Haugen           | États-Unis                 | IBF                 | 0        |
| 7 juin 1987 | 6 février 1988    | Vinny Pazienza        | États-Unis                 | IBF                 | 0        |
| 19 juillet 1987 | 29 octobre 1988   | José Luis Ramírez     | Mexique                    | WBC                 | 2        |
| 21 novembre 1987 | 29 octobre 1988   | Julio César Chávez    | Mexique                    | WBA                 | 2        |
| 6 février 1988 | 18 février 1989   | Greg Haugen           | États-Unis                 | IBF                 | 2        |
| 29 octobre 1988 | Mai 1989          | Julio César Chávez    | Mexique                    | WBA & WBC           | 0        |
| Chavez abandonne ses ceintures WBA & WBC et devient le 13 mai 1989 champion WBC des super-légers. |                   |                       |                            |                     |          |
| 18 février 1989 | 20 août 1989      | Pernell Whitaker      | États-Unis                 | IBF                 | 2        |
| 6 mai 1989 | 22 septembre 1990 | Mauricio Aceves       | Mexique                    | WBO                 | 1        |
| 9 juillet 1989 | 4 avril 1990      | Edwin Rosario         | Porto Rico                 | WBA                 | 0        |
| 20 août 1989 | 11 août 1990      | Pernell Whitaker      | États-Unis                 | WBC & IBF           | 3        |
| 4 avril 1990 | 11 août 1990      | Juan Nazario          | Porto Rico                 | WBA                 | 0        |
| 11 août 1990 | 1992              | Pernell Whitaker      | États-Unis                 | WBA, WBC & IBF      | 3        |
| Whitaker abandonne ses ceintures et devient le 18 juillet 1992 champion IBF des super-légers. |                   |                       |                            |                     |          |
| 22 septembre 1990 | 14 septembre 1991 | Dingaan Thobela       | Afrique du Sud             | WBO                 | 2        |
| Thobela laisse son titre WBO vacant et préfère affronter Tony Lopez pour le gain de la ceinture WBA. |                   |                       |                            |                     |          |
| 13 juin 1992 | 24 octobre 1992   | Joey Gamache          | États-Unis                 | WBA                 | 0        |
| 24 août 1992 | 1996              | Miguel Ángel González | Mexique                    | WBC                 | 10       |
| Gonzalez abandonne son titre WBC début 1996 pour combattre en super-légers. |                   |                       |                            |                     |          |
| 25 septembre 1992 | 1994              | Giovanni Parisi       | Italie                     | WBO                 | 2        |
| Parisi laisse son titre WBO vacant pour combattre en super-légers. |                   |                       |                            |                     |          |
| 24 octobre 1992 | 26 juin 1993      | Tony Lopez            | États-Unis                 | WBA                 | 1        |
| 10 janvier 1993 | 19 février 1994   | Freddie Pendleton     | États-Unis                 | IBF                 | 1        |
| 26 juin 1993 | 30 octobre 1993   | Dingaan Thobela       | Afrique du Sud             | WBA                 | 0        |
| 30 octobre 1993 | 16 mai 1998       | Orzubek Nazarov       | Kirghizistan               | WBA                 | 6        |
| 19 février 1994 | 6 mai 1995        | Rafael Ruelas         | États-Unis                 | IBF                 | 2        |
| 29 juillet 1994 | 6 mai 1995        | Oscar de la Hoya      | États-Unis                 | WBO                 | 4        |
| 6 mai 1995 | Juillet 1995      | Oscar de la Hoya      | États-Unis                 | IBF & WBO           | 0        |
| De la Hoya laisse son titre IBF vacant. |                   |                       |                            |                     |          |
| Juillet 1995 | 1996              | Oscar de la Hoya      | États-Unis                 | WBO                 | 2        |
| De la Hoya laisse son titre WBO vacant après 2 nouvelles défenses victorieuses pour défier Julio César Chávez en super-légers (victoire et titre WBC après arrêt de l’arbitre à la 4e reprise le 7 juin 1996). |                   |                       |                            |                     |          |
| 19 août 1995 | 2 août 1997       | Philip Holiday        | Afrique du Sud             | IBF                 | 6        |
| 13 avril 1996 | 3 janvier 2004    | Artur Grigoryan       | Ouzbékistan                | WBO                 | 17       |
| 20 avril 1996 | 1er mars 1997     | Jean-Baptiste Mendy   | France                     | WBC                 | 0        |
| 1er mars 1997 | 13 juin 1998      | Stevie Johnston       | États-Unis                 | WBC                 | 3        |
| 2 août 1997 | Avril 1999        | Shane Mosley          | États-Unis                 | IBF                 | 8        |
| Mosley laisse son titre IBF vacant en avril 1999 pour combattre en welters. |                   |                       |                            |                     |          |
| 16 mai 1998 | 10 avril 1999     | Jean-Baptiste Mendy   | France                     | WBA                 | 1        |
| 13 juin 1998 | 27 février 1999   | Cesar Bazan           | Mexique                    | WBC                 | 2        |
| 27 février 1999 | 17 juin 2000      | Stevie Johnston       | États-Unis                 | WBC                 | 4        |
| 10 avril 1999 | 7 août 1999       | Julien Lorcy          | France                     | WBA                 | 0        |
| 7 août 1999 | 13 novembre 1999  | Stefano Zoff          | Italie                     | WBA                 | 0        |
| 20 août 1999 | 2003              | Paul Spadafora        | États-Unis                 | IBF                 | 8        |
| Spadafora laisse son titre IBF vacant en 2003. |                   |                       |                            |                     |          |
| 13 novembre 1999 | 11 juin 2000      | Gilberto Serrano      | Venezuela                  | WBA                 | 1        |
| 11 juin 2000 | 1er juillet 2001  | Takanori Hatakeyama   | Japon                      | WBA                 | 2        |
| 17 juin 2000 | 20 avril 2002     | José Luis Castillo    | Mexique                    | WBC                 | 3        |
| 1er juillet 2001 | 8 octobre 2001    | Julien Lorcy          | France                     | WBA                 | 0        |
| 8 octobre 2001 | 5 janvier 2002    | Raúl Horacio Balbi    | Argentine                  | WBA                 | 0        |
| 5 janvier 2002 | 10 avril 2004     | Leonard Doroftei      | Roumanie                   | WBA                 | 2        |
| Doroftei laisse son titre WBA vacant. |                   |                       |                            |                     |          |
| 20 avril 2002 | 2004              | Floyd Mayweather Jr.  | États-Unis                 | WBC                 | 3        |
| Mayweather laisse son titre WBC vacant début 2004 pour combattre en super-légers. |                   |                       |                            |                     |          |
| 22 novembre 2003 | 13 mai 2004       | Javier Jauregui       | Mexique                    | IBF                 | 0        |
| 3 janvier 2004 | 7 août 2004       | Acelino Freitas       | Brésil                     | WBO                 | 0        |
| 10 avril 2004 | 17 juillet 2004   | Lakva Sim             | Mongolie                   | WBA                 | 0        |
| 13 mai 2004 | 1er mars 2005     | Julio Diaz            | Mexique                    | IBF                 | 0        |
| Julio Diaz renonce à son titre IBF le 1er mars 2005 pour affronter le champion WBC de la catégorie, José Luis Castillo. Il est battu au 10e round le 5 mars 2005. |                   |                       |                            |                     |          |
| 5 juin 2004 | 7 mai 2005        | José Luis Castillo    | Mexique                    | WBC                 | 2        |
| 17 juillet 2004 | 28 avril 2007     | Juan Diaz             | États-Unis                 | WBA                 | 6        |
| 7 août 2004 | 7 mai 2005        | Diego Corrales        | États-Unis                 | WBO                 | 1        |
| 7 mai 2005 | 29 avril 2006     | Diego Corrales        | États-Unis                 | WBC & WBO           | 0        |
| Corrales laisse son titre WBO vacant. |                   |                       |                            |                     |          |
| 7 mai 2005 | 7 octobre 2006    | Diego Corrales        | États-Unis                 | WBC                 | 0        |
| 17 juin 2005 | 17 novembre 2005  | Leavander Johnson     | États-Unis                 | IBF                 | 0        |
| 17 novembre 2005 | 3 février 2007    | Jesús Chávez          | Mexique                    | IBF                 | 0        |
| 7 octobre 2006 | 20 février 2007   | Joel Casamayor        | Cuba                       | WBC                 | 0        |
| Casamayor est destitué de son titre WBC au profit de David Diaz qui était jusqu'alors champion par intérim. |                   |                       |                            |                     |          |
| 29 avril 2006 | 28 avril 2007     | Acelino Freitas       | Brésil                     | WBO                 | 0        |
| 3 février 2007 | 13 octobre 2007   | Julio Diaz            | Mexique                    | IBF                 | 0        |
| 20 février 2007 | 28 juin 2008      | David Diaz            | États-Unis                 | WBC                 | 0        |
| 28 avril 2007 | 13 octobre 2007   | Juan Diaz             | États-Unis                 | WBA & WBO           | 1        |
| 13 octobre 2007 | 8 mars 2008       | Juan Diaz             | États-Unis                 | WBA, IBF & WBO      | 0        |
| 8 mars 2008 | 10 janvier 2009   | Nate Campbell         | États-Unis                 | WBA, IBF & WBO      | 0        |
| 28 juin 2008 | 2009              | Manny Pacquiao        | Philippines                | WBC                 | 0        |
| Pacquiao laisse sa ceinture WBC vacante afin d'affronter Ricky Hatton le 2 mai 2009. |                   |                       |                            |                     |          |
| 10 janvier 2009 | 13 février 2009   | Nate Campbell         | États-Unis                 | IBF & WBO           | 0        |
| Campbell laisse sa ceinture WBA vacante le 10 janvier 2009. Le 13 février 2009, il perd ses titres IBF & WBO pour ne pas avoir respecté la limite de poids autorisée la veille de son combat contre son challengeur sud-africain Ali Funeka, combat qu'il remporte néanmoins aux points.                                               |                   |                       |                            |                     |          |
| 28 février 2009 | Janvier 2012      | Juan Manuel Márquez   | Mexique                    | WBA & WBO           | 1        |
| 4 avril 2009 | 10 février 2010   | Edwin Valero          | Venezuela                  | WBC                 | 2        |
| Valero laisse son titre WBC vacant. |                   |                       |                            |                     |          |
| 13 mars 2010 | Juillet 2011      | Humberto Soto         | Mexique                    | WBC                 | 4        |
| Soto laisse son titre WBC vacant pour combattre en super-légers. |                   |                       |                            |                     |          |
| 14 août 2010 | 13 septembre 2014 | Miguel Vazquez        | Mexique                    | IBF                 | 6        |
| 15 octobre 2011 | 17 novembre 2012  | Antonio DeMarco       | Mexique                    | WBC                 | 2        |
| 10 mars 2012 | 1er mars 2014     | Ricky Burns           | Royaume-Uni                | WBO                 | 3        |
| 17 novembre 2012 | Janvier 2014      | Adrien Broner         | États-Unis                 | WBC                 | 1        |
| Broner est destitué par la WBC. |                   |                       |                            |                     |          |
| 2 mars 2013 | Avril 2015        | Richard Abril         | Cuba                       | WBA                 | 1        |
| 1er mars 2014 | Novembre 2014     | Terence Crawford      | États-Unis                 | WBO                 | 2        |
| Crawford laisse son titre WBO vacant puis s'empare de celui des poids super-légers le 18 avril 2015. |                   |                       |                            |                     |          |
| 26 avril 2014 | Novembre 2014     | Omar Figueroa         | États-Unis                 | WBC                 | 1        |
| Figueroa laisse son titre WBC vacant. |                   |                       |                            |                     |          |
| 13 septembre 2014 | 2015              | Mickey Bey            | Mexique                    | IBF                 | 0        |
| Bey est destitué par l'IBF. |                   |                       |                            |                     |          |
| 30 décembre 2014 | 7 juin 2016       | Jorge Linares         | Venezuela                  | WBC                 | 2        |
| La WBC déclare Linares champion en repos et remet le titre en jeu. Il sera remporté 4 jours plus tard par le monténégrin Dejan Zlaticanin. |                   |                       |                            |                     |          |
| 11 juillet 2015 | 26 octobre 2017   | Terry Flanagan        | Royaume-Uni                | WBO                 | 5        |
| Flanagan laisse sa ceinture vacante le 26 octobre 2017 pour poursuivre sa carrière en super-légers. |                   |                       |                            |                     |          |
| 21 novembre 2015 | 24 septembre 2016 | Anthony Crolla        | Royaume-Uni                | WBA                 | 1        |
| 18 décembre 2015 | 6 avril 2016      | Rancés Barthelemy     | Cuba                       | IBF                 | 1        |
| Barthelemy laisse son titre IBF vacant 3 jours après sa défense victorieuse contre Mickey Bey. |                   |                       |                            |                     |          |
| 11 juin 2016 | 28 janvier 2017   | Dejan Zlaticanin      | Monténégro                 | WBC                 | 0        |
| 9 septembre 2016 | 28 juillet 2018   | Robert Easter Jr      | États-Unis                 | IBF                 | 3        |
| 24 septembre 2016 | 12 mai 2018       | Jorge Linares         | Venezuela                  | WBA                 | 3        |
| 28 janvier 2017 | 28 juillet 2018   | Mikey García          | États-Unis                 | WBC                 | 1        |
| 16 février 2018 | 25 août 2018      | Raymundo Beltrán      | Mexique                    | WBO                 | 0        |
| 12 mai 2018 | 8 décembre 2018   | Vasyl Lomachenko      | Ukraine                    | WBA                 | 1        |
| 28 juillet 2018 | 30 octobre 2018   | Mikey García          | États-Unis                 | WBC & IBF           | 0        |
| García laisse son titre IBF vacant le 30 octobre 2018. |                   |                       |                            |                     |          |
| 30 octobre 2018 | 23 avril 2019     | Mikey García          | États-Unis                 | WBC                 | 0        |
| García laisse son titre WBC vacant un mois après une défaite contre le champion IBF des poids welters, Errol Spence Jr. |                   |                       |                            |                     |          |
| 25 août 2018 | 8 décembre 2018   | José Pedraza          | Porto Rico                 | WBO                 | 0        |
| 8 décembre 2018 | 31 août 2019      | Vasyl Lomachenko      | Ukraine                    | WBA & WBO           | 2        |
| 2 février 2019 | 14 décembre 2019  | Richard Commey        | Ghana                      | IBF                 | 1        |
| 31 août 2019 | 23 octobre 2019   | Vasyl Lomachenko      | Ukraine                    | WBA, WBC & WBO      | 0        |
| La WBC élève Lomachenko au statut de champion de la franchise le 23 octobre 2019, ce qui permet à la fédération de remettre la ceinture en jeu. Devin Haney, alors champion par intérim, devient champion à part entière. |                   |                       |                            |                     |          |
| 23 octobre 2019 | 4 juin 2022       | Devin Haney           | États-Unis                 | WBC                 | 4        |
| 23 octobre 2019 | 17 octobre 2020   | Vasyl Lomachenko      | Ukraine                    | WBA & WBO           | 0        |
| 14 décembre 2019 | 17 octobre 2020   | Teófimo López         | États-Unis                 | IBF                 | 1        |
| 17 octobre 2020 | 27 novembre 2021  | Teófimo López         | États-Unis                 | WBA, IBF & WBO      | 0        |
| 27 novembre 2021 | 4 juin 2022       | George Kambosos Jr.   | Australie                  | WBA, IBF & WBO      | 0        |
| 4 juin 2022 | novembre 2023     | Devin Haney           | États-Unis                 | WBA, WBC, IBF & WBO | 2        |
| Haney décide de laisser ses titres vacants pour affronter le champion WBC des poids super-légers WBC, Regis Prograis, le 9 décembre 2023. |                   |                       |                            |                     |          |
| 16 novembre 2023 | En cours          | Shakur Stevenson      | États-Unis                 | WBC                 |          |
| 12 mai 2024 | 5 juin 2025       | Vasyl Lomachenko      | Ukraine                    | IBF                 | 0        |
| Lomachenko annonce mettre un terme à sa carrière sportive et laisse ainsi son titre IBF vacant,. |                   |                       |                            |                     |          |
| 18 mai 2024 | 14 février 2025   | Denys Berinchyk       | Ukraine                    | WBO                 | 1        |
| 14 février 2025 | 6 juin 2025       | Keyshawn Davis        | États-Unis                 | WBO                 | 0        |
| Davis est destitué par la WBO pour ne pas avoir respecté la limite de poids autorisée la veille de son combat prévu contre Edwin De Los Santos. |                   |                       |                            |                     |          |